# Pomatias elegans
Espèce
Synonymes
- Cyclostoma elegans (O. F. Müller, 1774)
- Nerita elegans O. F. Müller, 1774
- Turbo striatus Da Costa, 1778

Le Cyclostome élégant (Pomatias elegans) ou l'élégante striée est une espèce de mollusques terrestres appartenant à l'ordre des mésogastéropodes et à la famille des Pomatiidae.

## Description
Petit escargot terrestre de forme caractéristique, c'est la seule espèce du genre en France et Europe de l'Ouest).
Sa coquille compte de 4 tours et demi à 5 tours, à ouverture presque ronde. L'opercule fort et calcaire est située sur le pied de l'animal, qui se referme sur l'ouverture de la coquille.

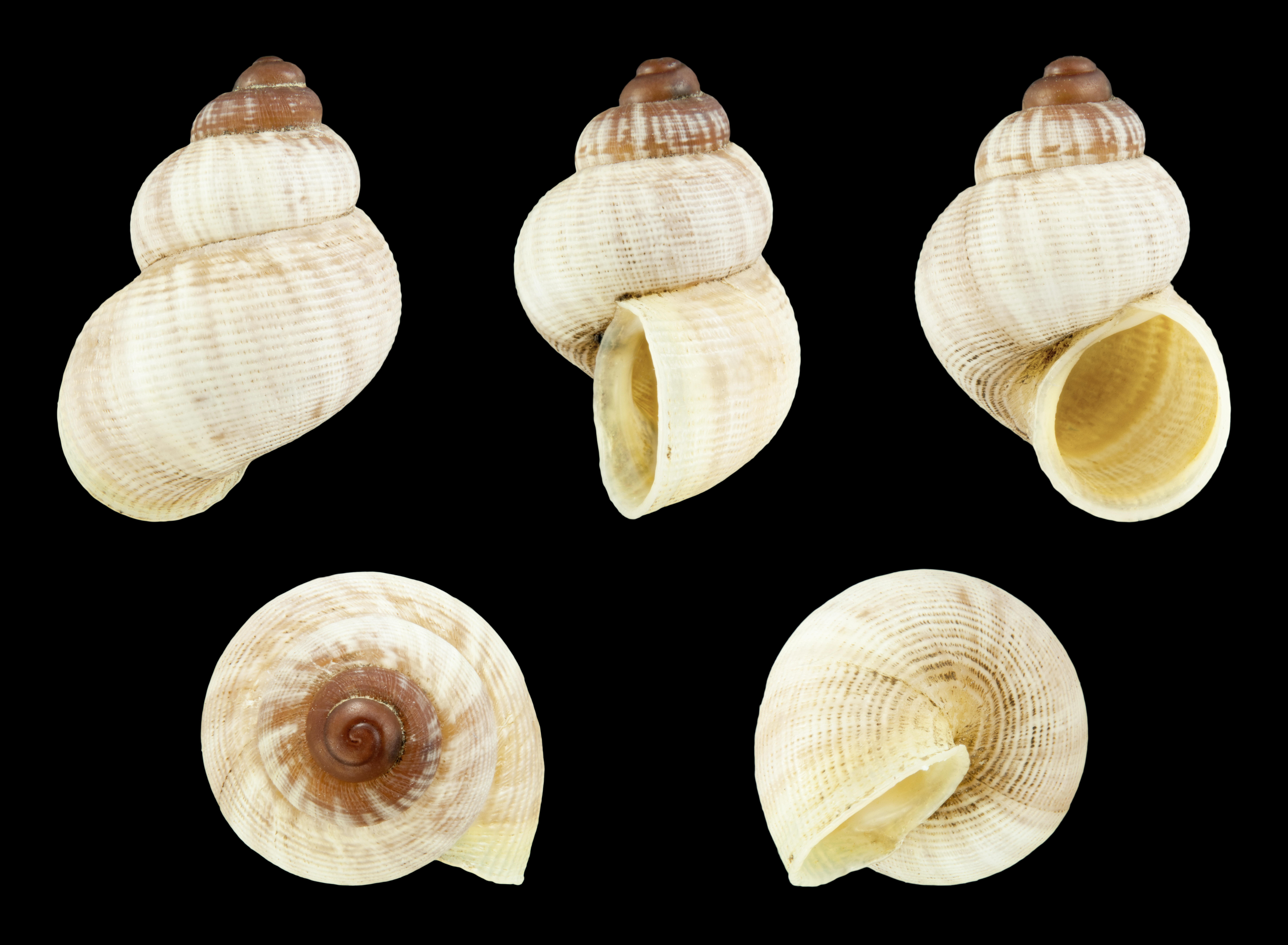
Coquille de Pomatias elegans sous plusieurs angles.

Les sexes sont séparés et les femelles sont plus grandes que les mâles.

## Distribution
Le Cyclostome élégant vit sur les terrains calcaires, souvent escarpés, sur les sols mous, depuis le sud de l'Angleterre jusqu'à la mer Noire.

## Alimentation
Pomatias elegans se nourrit de feuilles mortes, de mousse et de bois en décomposition.